# Maslenitsa

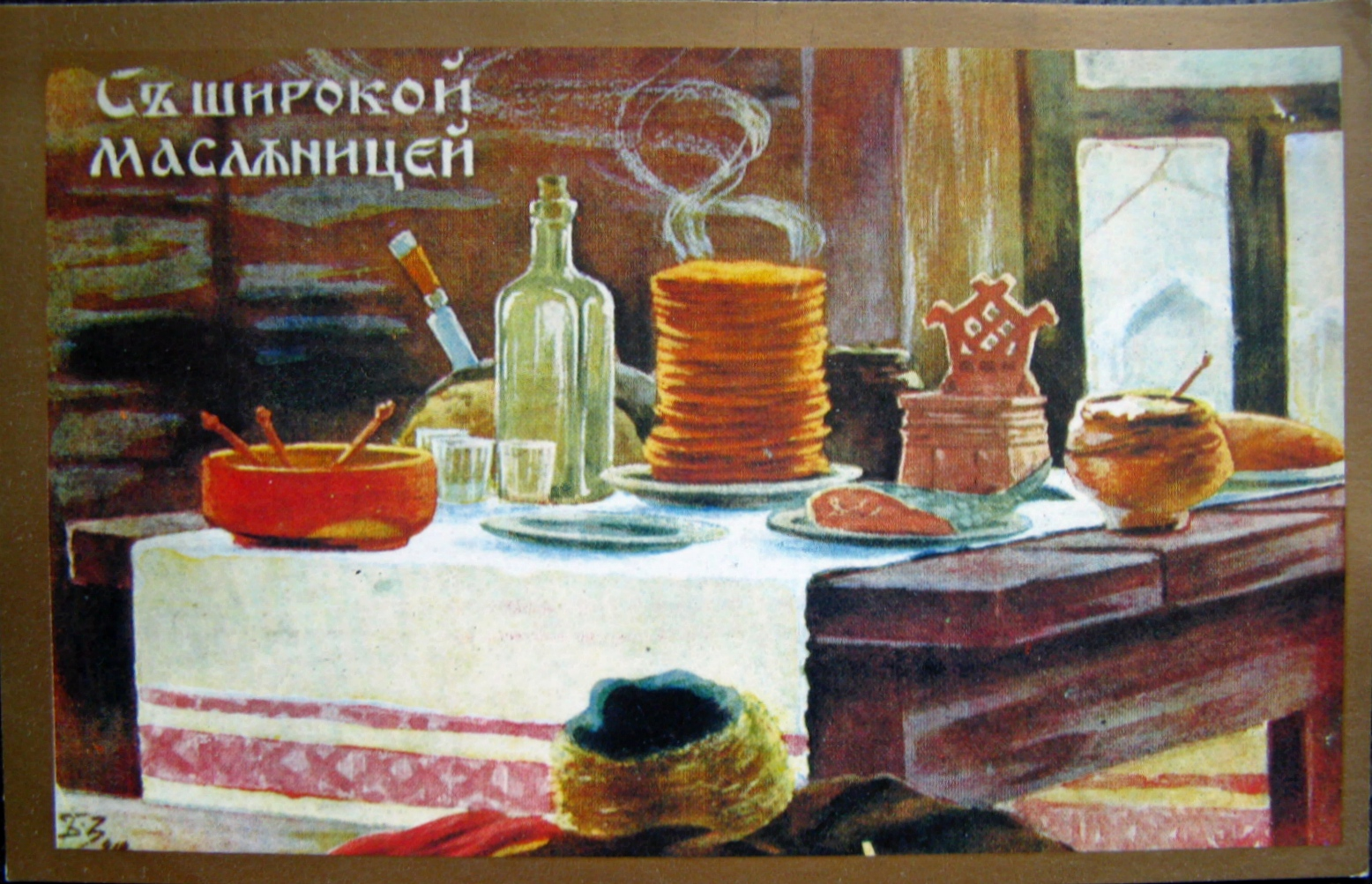
Imagen de celebración de la Máslenitsa con una pila humeante de blinýs.

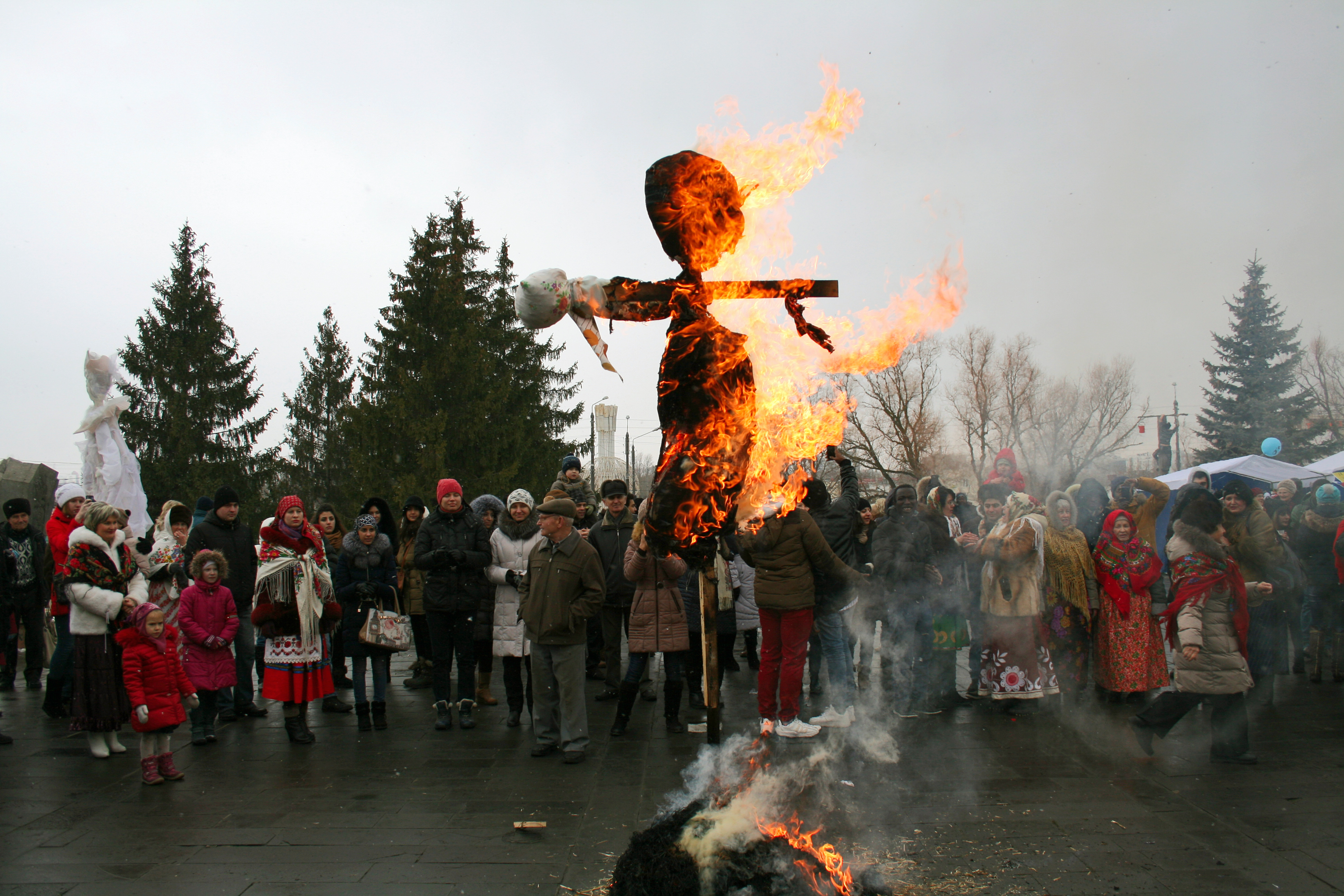
Máslenitsa en la óblast de Bélgorod.

Máslenitsa, Másnitsya o Maslenica (en ruso: Ма́сленица, en ucraniano: Ма́сниця y en bielorruso: Масленіца) conocida como la Semana de la Mantequilla, de la Crepería y del Queso es una festividad religiosa y folclórica que se celebra en la zona este de los países eslavos (Rusia, Ucrania, Bielorrusia, etc.).
Se celebra durante la última semana que da paso a la Gran Cuaresma. La festividad equivale al Carnaval cristiano católico a diferencia de que en la Cuaresma ortodoxa da comienzo el lunes en lugar del miércoles. 

## Tradiciones
Pruebas arqueológicas demuestran que los orígenes de la Máslenitsa se remontan al siglo II siendo una de las festividades eslavas mas antiguas, con origines paganos, como Užgavėnės de los lituanos y otras celebraciones parecidas balticas. En la mitología eslava es un evento veraniego en el que se ofrenda al Dios Veles y se celebra el final del invierno septentrional.
Durante esta semana se prohíbe el consumo de carne siendo los huevos, lácteos y otros productos no derivados de la carne los permitidos siendo conocida como Syropústnaya nedelya (La semana del queso). La comida más característica son los blinýs acompañados por mantequilla, huevos y leche. Desde el paganismo la forma circular y el tono dorado de los bliný simbolizaba las alabanzas al sol.
La Máslenitsa representa la última oportunidad de formar parte de las actividades sociales e incluso para portar antifaces y el consumo de alcohol, prohibido en época de Cuaresma.
A lo largo de la semana de la Máslenitsa las actividades tradicionales suelen variar. El primer día se le da la bienvenida al "Chúchelo Máslenitsy" ("Espantapájaros de la Máslenitsa") fabricado artesanalmente con paja de acuerdo con la tradición de Kostromá. Después es sacado en procesión mientras el público reparte empanadas a los pobres.

## Domingo de Perdón
El último día es conocido como el "Día del Perdón" (Proschiónoe voskresénie, equivalente al domingo de Quinquagesima). Esta jornada consiste en visitar a familiares y amigos y hacer las paces además de hacer entregas de regalos. Como punto final a la festividad se prende al espantapájaros en una hoguera.

## Era moderna
Durante la época soviética, al igual que otras fiestas religiosas, la Máslenitsa dejó de tener oficialidad en el calendario, sin embargo ha habido familias que han celebrado la festividad sin buscar su significado religioso centrándose solo en reunirse entre amigos, parientes y cercanos. Tras los inicios de la perestroika, el Gobierno aprobó que se volviesen a celebrar oficialmente.
Al ser una sociedad secular, los rusos ingieren carne sin que este producto influya en la Máslenitsa.